# Cenocoelius repandus
Cenocoelius repandus är en stekelart som beskrevs av Saffer 1982. Cenocoelius repandus ingår i släktet Cenocoelius och familjen bracksteklar. Inga underarter finns listade.